# Eupithecia cocciferata
Eupithecia cocciferata là một loài bướm đêm trong họ Geometridae.

## Hình ảnh

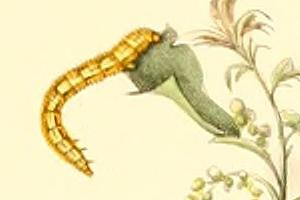
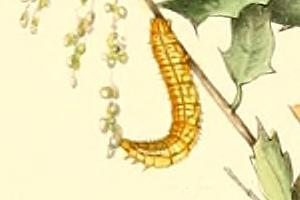
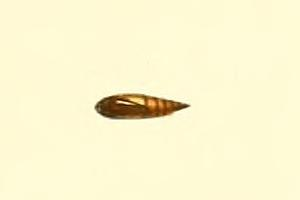